# Пила архентино
Пила архентино, также аргентинская пила (исп. Perro pila argentino) — бесшёрстная порода собак, встречающаяся в аргентинских северо-западных провинциях. Её размер колеблется от 25 до 45 см в холке.

## История
Эта порода собак очень похожа на китайскую хохлатую, ксолоитцкуинтли и перуанскую голую собаку, от которой она, вероятно, произошла. Существуют разные теории о происхождении этих доколумбовых собак (за исключением китайской хохлатой, выведенной от перуанцев Идой Гарретт и Деброй Вудс в США, в первой половине XX века). Но археологические данные указывают на его существование на континенте около трёх тысяч лет. Различия между разновидностями — а есть вполне обоснованные причины ссылаться на разновидности, а не на расы — вероятно, возникают из-за изоляции, особенно после испанского завоевания.
Нет никаких записей о присутствии этих собак на территории современной Аргентины до колонизации инками в XV веке. Империя инков простиралась на север через Анды до Эквадора, северного и центрального Чили, а также западного северо-запада Аргентины. Инка посылал своих эмиссаров с ценными дарами, чтобы укрепить связи с отдаленными колониями, и среди этих даров были ценные «khalas» (термин на языке кечуа, означающий «голый» или «безволосый»).
Начиная с испанского завоевания, менее чем через столетие после колонизации инками, торговля между Аргентиной и Перу поддерживалась в основном через аргентинские провинции Сальта и Жужуй; но приток собак из поверженной цивилизации прекратился. Испания не интересовалась этими безволосыми существами, кроме как диковинкой, которую время от времени представляли европейским дворам. Кроме того, вся торговля между Южной и Центральной Америкой была заменена отправкой ценных колониальных товаров в Испанию; и собаки не считались ценными.
Таким образом и из-за местной изоляции в последующие века возникли различные разновидности бесшёрстных собак. Эти разновидности включают мексиканскую и перуанскую породы, одобренные Международной кинологической федерацией, и другие породы по всей Латинской Америке, включая аргентинскую пилу.
В колониальные времена и вплоть до XX века пила архентино пользовались большим уважением у аборигенов, среднего класса и креольских крестьян северо-западной Аргентины, которые дали им это название, используя разговорный термин для безволосого или голого. Их ценили за теплую кожу, использовали для обогрева кроватей и в качестве лечебных прокладок, особенно для пожилых людей, страдающих ревматизмом. Их также ценили как охранников из-за их характера, всегда бдительного к любому движению или необычному шуму в окружающей их среде.

## Описание
Аргентинская пила, подразделяется на три размера:
- Маленькая от 25 до 35 см в холке;
- Средняя, от 35 до 45 см;
- Большая, более 45 см.

Структурно пила, которую в Аргентине называют «chaqueño» (рус. Чахлый), похожа на карликового пинчера с более короткой спиной и более высоким прикреплением хвоста, чем у других лысых пород. В движении хвост изгибается на спине, в идеале так, чтобы его кончик едва касался спины. Её движения довольно короткие, с быстрыми и очень эластичными шагами; часто, особенно у более мелких экземпляров, демонстрирует элегантный хакни, который следует поощрять как отличительную черту породы. Они необычайно подвижны, быстро бегают, способны карабкаться и совершать большие прыжки.
Голова волчаночная, средней длины и слегка выпуклая, с такой же длиной лица и черепа. Глаза среднего размера, слегка миндалевидной формы, яркие, выразительные, окрашены в диапазоне от черного до желтого в зависимости от цвета кожи. Морда узкая, с хорошо прилегающими губами и недоразвитой челюстью. Уши полупрозрачные и очень подвижные, поставлены относительно высоко. Во внимании они прямостоячие, с внешними краями, параллельными друг другу.
Степень алопеции варьируется от одной собаки к другой: некоторые собаки полностью лишены шерсти, за исключением усов, а у других есть заметные пучки волос на голове, хвосте и ногах, хотя они никогда не бывают такими обильными, как у китайских хохлатых. У некоторых особей может быть едва заметный пух с редкими более длинными волосами на спине. Но ни один из этих волос, ни на прядях, ни на теле, не похож на настоящую шерсть: на коротких прядях он всегда редкий, щетинистый, а на длинных более шелковистый. Также у этой породы собак обычно отсутствуют премоляры и другие зубы. Но резцы должны быть целыми, здоровыми и сомкнутыми в ножницеобразном прикусе, а в идеале должны быть ещё и изогнутые клыки, как у других пород, хотя они часто отсутствуют или имеют коническую форму.